# Lutz Mohaupt

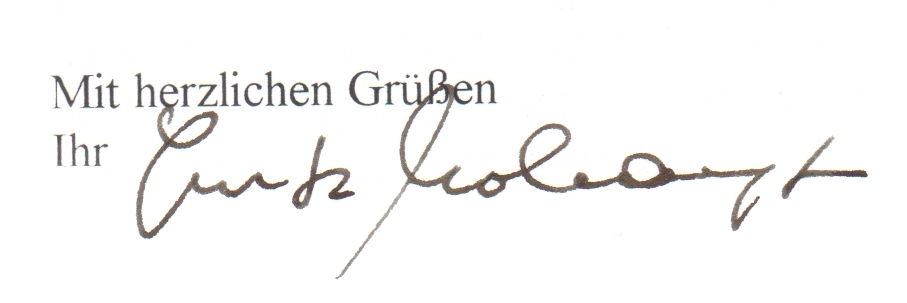
Signatur Lutz Mohaupt

Lutz Mohaupt (* 7. August 1942 in Grünberg/Schlesien) ist ein lutherischer Theologe und war bis 2005 langjähriger Hauptpastor an St. Jacobi in Hamburg. 2005 wurde er Pressesprecher des Hamburger Senats und saß von 2008 bis 2011 als Abgeordneter für die CDU – als parteiloses Mitglied – in der Hamburgischen Bürgerschaft. Am 24. Februar 2010 wurde er zum Präsidenten der Hamburgischen Bürgerschaft gewählt und übte dieses Amt bis zum vorzeitigen Ende der Wahlperiode am 7. März 2011 aus.

## Ausbildung
Lutz Mohaupt wuchs nach dem Krieg in Cuxhaven auf und studierte von 1962 bis 1967 Theologie an den Universitäten in Hamburg, Heidelberg und Zürich. Von 1967 bis 1970 absolvierte er das Vikariat und wurde am 29. März 1970 zum Geistlichen Amt ordiniert. Im Mai des gleichen Jahres promovierte er bei Professor Helmut Thielicke zum Dr. theol. mit dem Thema Dogmatik und Ethik bei Adolf von Harless: ein Beitrag zu der Problemverknüpfung von Erfahrungstheologie und Zwei-Reiche-Lehre im Neuluthertum.

## Beruflicher Werdegang
Im Jahre 1970 trat Mohaupt in den Dienst der Evangelisch-Lutherischen Kirche im Hamburgischen Staate ein und wurde 1970 persönlicher Referent des Bischofs von Hamburg, Hans-Otto Wölber. Im Jahre 1975 wurde Mohaupt zum Oberkirchenrat im Lutherischen Kirchenamt der Vereinigten Evangelisch-Lutherischen Kirche Deutschlands (VELKD) in Hannover ernannt. Hier war er Referent für theologische Grundsatzfragen. 1980 folgte Mohaupt einem Ruf wieder nach Hamburg in der jetzt Nordelbischen Evangelisch-Lutherischen Kirche und übernahm mit 38 Jahren die Tätigkeit des damals jüngsten Hauptpastors in Hamburg an der St.-Jacobi-Kirche in der Nachfolge von Wenzel Lohff. Dieses Amt übte er fast 25 Jahre aus. Sein Nachfolger wurde Karl-Günther Petters. Mohaupt veröffentlichte zahlreiche Bücher und schrieb Beiträge über theologische und kirchenpolitische Themen sowie Predigten und Predigtmeditationen.

### Politik
Während der  Bürgerschaftswahl in Hamburg 1993 stellte sich Mohaupt als parteiloser Kandidat für das Amt des Wissenschafts- und Kultursenators im Schattenkabinett von Dirk Fischer zur Verfügung. Ursprünglich sollte er einen sicheren Listenplatz für das Parlament erhalten. Hierauf verzichtete er jedoch aus finanziellen Gründen, als klar wurde, dass er für ein weitgehend ehrenamtliches Abgeordnetenmandat sein Pastorenamt aufgeben müsse (wegen Trennung von parteipolitischem und kirchlichem Auftrag).
Im Jahre 2005 wechselte Mohaupt in die Politik und wurde bis zum Frühjahr 2007 Pressesprecher des Hamburger Senats, der von der CDU gebildet wurde. 2008 wechselte er in die Hamburgische Bürgerschaft. Er zog bei der Wahl am 24. Februar über den Landeslistenplatz 18 ins Parlament ein. Eine seiner Aufgaben sah er darin, dass die Werte der christlichen Überlieferung wieder stärker in der Politik Beachtung finden sollten. Er war Fachsprecher seiner Fraktion für eine Lebenswerte Stadt und saß im Rechts- und Gleichstellungs-, im Sozial- und im Stadtentwicklungsausschuss.

## Mitgliedschaften
Lutz Mohaupt war lange Jahre Mitglied des Rundfunkrates des Norddeutschen Rundfunks (NDR) und dort von 1997 bis 2005 der Vorsitzende des Landesrundfunkrates Hamburg. Ebenfalls war er Vorsitzender des Verwaltungsrates des Vereins für Innere Mission – Hamburger Stadtmission. Bis Frühjahr 2002 war Mohaupt Vorsitzender der Jury für den Hamburger Bürgerpreis der CDU.

## Familie
Mohaupt ist seit 1967 verheiratet und hat einen Sohn (geb. 1974).

## Sonstiges
1993/94 macht Lutz Mohaupt deutschlandweit von sich reden, als er – um Kirchenaustritten entgegenzuwirken – nach dem Vorbild anderer Institutionen die Einführung einer  ChurchCard vorschlug. Mit ihr sollten u. a. Eltern schneller Kindergartenplätze oder Senioren leichter Aufnahme in Altenheime finden.

### Als Autor
- Kleiner Rathausführer. Die schönsten Bilder, die wichtigsten Zahlen. Senatskanzlei, Hamburg 2006.
- Hamburg im Aufwind. Hamburg 2005.
- Meine Geschichte mit der Arp-Schnitger-Orgel. Luth. Verl.-Ges., Kiel 1993.
- Dem Leben begegnen. Predigten von einer City-Kanzel. Wittig, Hamburg 1984.
- Die Hauptkirche St. Jacobi in Hamburg. Baugeschichte, Kunstwerke, Prediger. Wittig, Hamburg 1982.
- Wir glauben und bekennen. Zugänge zum Augsburger Bekenntnis. 1.–30. Tsd., Vandenhoeck u. Ruprecht, Göttingen 1980.
- Pastor ohne Gott? Dokumente und Erläuterungen zum „Fall Schulz“ Gütersloher Verlagsh. Mohn, Gütersloh 1979.
- Feiern, Hören, Handeln. Zur Gottesdienstumfrage der VELKD 1. Aufl., Luth. Verl.-Haus, Hamburg 1974.
- Dogmatik und Ethik bei Adolf von Harless. Ein Beitrag zu der Problemverknüpfung von Erfahrungstheologie und Zwei-Reiche-Lehre im Neuluthertum. 1971.
- Wer wir sind – Wofür wir leben. Predigten als Spiegel der Zeit. Norderstedt 2012.